# Nissan Cherry
Nissan Cherry (początkowo Datsun Cherry) – kompaktowy samochód osobowy produkowany przez japońską firmę Nissan w latach 1970-1986. Była to pierwsza seria przednionapędowych samochodów japońskiego producenta.
W latach 1970–78 powstały dwie generacje modelu, E10 i F10. W późniejszym czasie nazwę na rynku japońskim zmieniono na Pulsar (serie N10 i N12), w Europie pojazd dostępny był pod starym oznaczeniem.
Do napędu używano silników R4, w ostatniej serii zaś B4.
Alfa Romeo oferowała bliźniaczy do Cherry N12 model Arna, był on sprzedawany przez Nissana jako Nissan Cherry Europe (Europa) oraz Nissan Pulsar Milano (Japonia). Jedynymi różnicami były detale nadwozia.

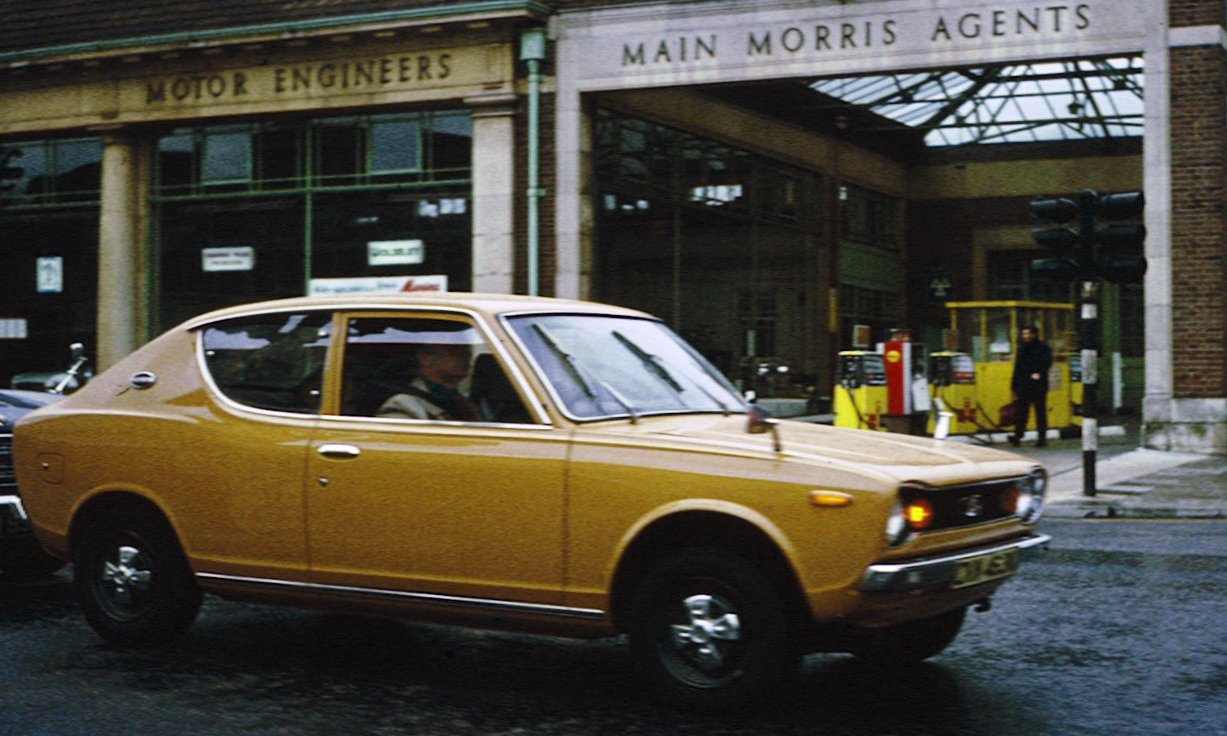
I generacja (E10)
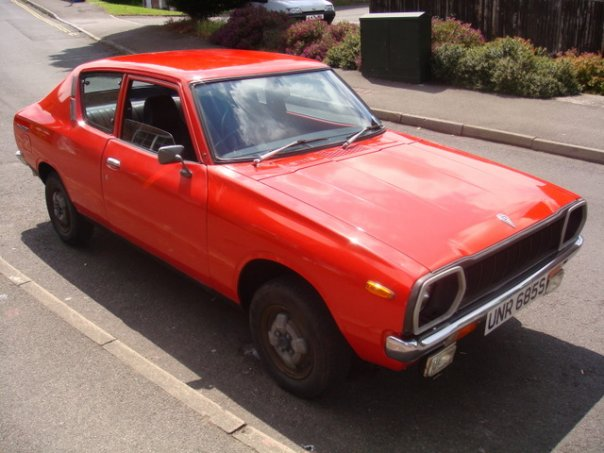
II generacja (F10)
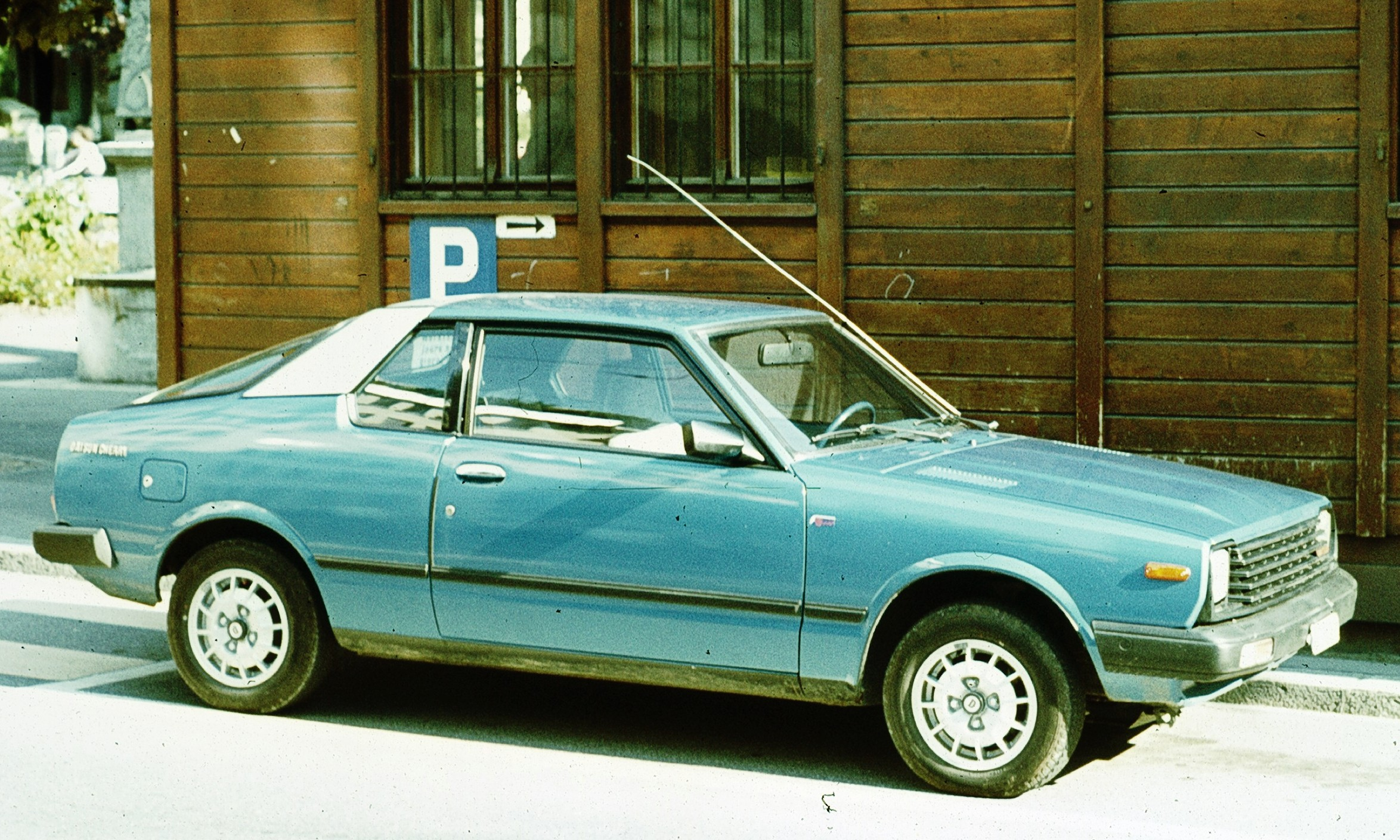
Cherry N10
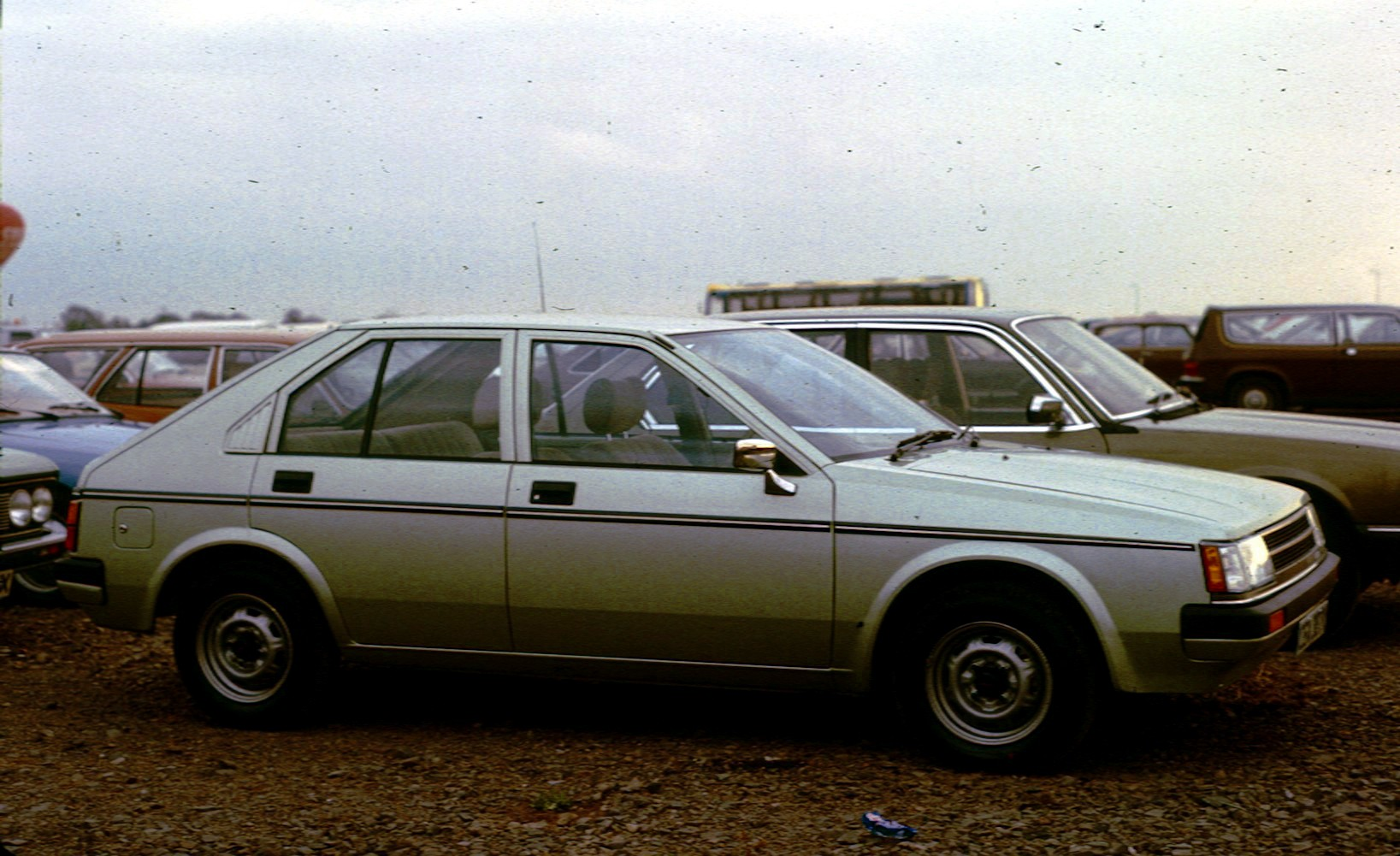
Cherry N12